# 혼마치교

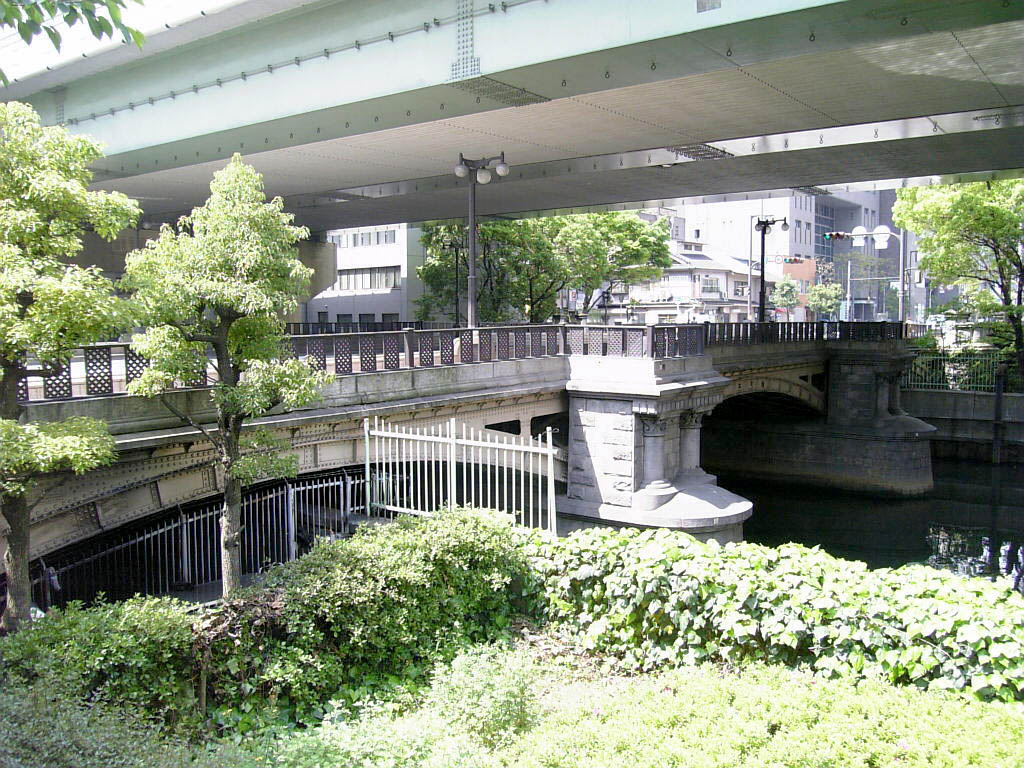

혼마치 교(本町橋)는 오사카시 주오구의 히가시요코보리 강에 있는 혼마치 길의 다리이다.
현재 다리는 1913년에 세워져 오사카 시내에서는 현재 제일 오래된 다리가 되었다. 나니와 명교 50선에 선정되었다.

## 개요, 역사

### 다이쇼 이전
최초의 다리는, 도요토미 히데요시가 오사카성을 축성할 때, 히가시요코보리 강을 개착할 때로 돌아간다. 년대는 특정질 수 없지만, 1585년에 히가시요코보리가 개착되었기 때문에 개착된 뒤로부터 얼마 지나지 않아 만들어진 것으로 추측되고 있다.
오사카 전투때, 전략상의 중요지점이었기 때문에 다리 주변에 하치스카 부대와 반 단에몬이 격돌하였다.
에도 시대가 되면 공식 다리로써 막부에 의한 직접 관리, 유지되었다. 주위에는 기름 도매상, 솜 도매상이 모여 더욱 더 포목, 헌옷집이 늘어나는 등 오사카에서 제일 번화한 지역이 되었다. 1724년 ‘묘치야(妙智焼)’라 불리는 대화재로 인해, 혼마치 교를 시작으로 몇 개의 다리가 소실된다. 대화재 후, 다리의 북동쪽에 니시 마을 부교소가 설치되었다.
에도 시대의 히가시요코보리의 폭은 현재보다 넓고, 혼마치 교도 다리 길이가 47.8m였다고 한다. 폭은 처음엔 7.8m로, 에도 시대 후기에는 5.9m로 약간 좁아졌다.
메이지 유신 후, 년대는 알려지지 않았지만 1881년까지 철주가 있는 목교로 바뀌었다. 당시에는 철교는 물론 철주목교도 귀중한 존재였다.

### 현재의 다리
20세기 이후의 오사카 시 교통국 전기 철도의 부설, 도시 계획 사업에 의한 도로확장에 맞추어 혼마치 교도 1913년에 철교로 바뀌었다.
3경간의 2힌지 아치교로 하부를 넓게하였고, 교각에는 석주를 본뜬 장식이 있으며 그 윗부분은 발코니가 되었다. 현재 다리는 1982년에 대대적으로 보수한 것이다.
- 다리 길이：46.5m
- 폭：21.6m
- 형식：강철 아치（3경간 2힌지 아치）
- 완성：1913년

## 주변
- 시티프라자 오사카
- 한신 고속 1호 순환도로 혼마치 입구
- 오사카 산업 창조관
- 히가시요코보리 공원
- 오사카 부 경찰 히가시 경찰서
- 오사카 히가시 우체국